# Agathis lanceolata
Espèce
Classification phylogénétique
Statut de conservation UICN

 VU B1ab(i,ii,iii,v); C2a(i) : Vulnérable
L’Agathis lanceolata, ou Kaori de forêt ou Kaori du sud, est une espèce de conifère de la famille des Araucariaceae. Il se rencontre uniquement en Nouvelle-Calédonie. Il est menacé du fait de la destruction de son habitat. 

## Description

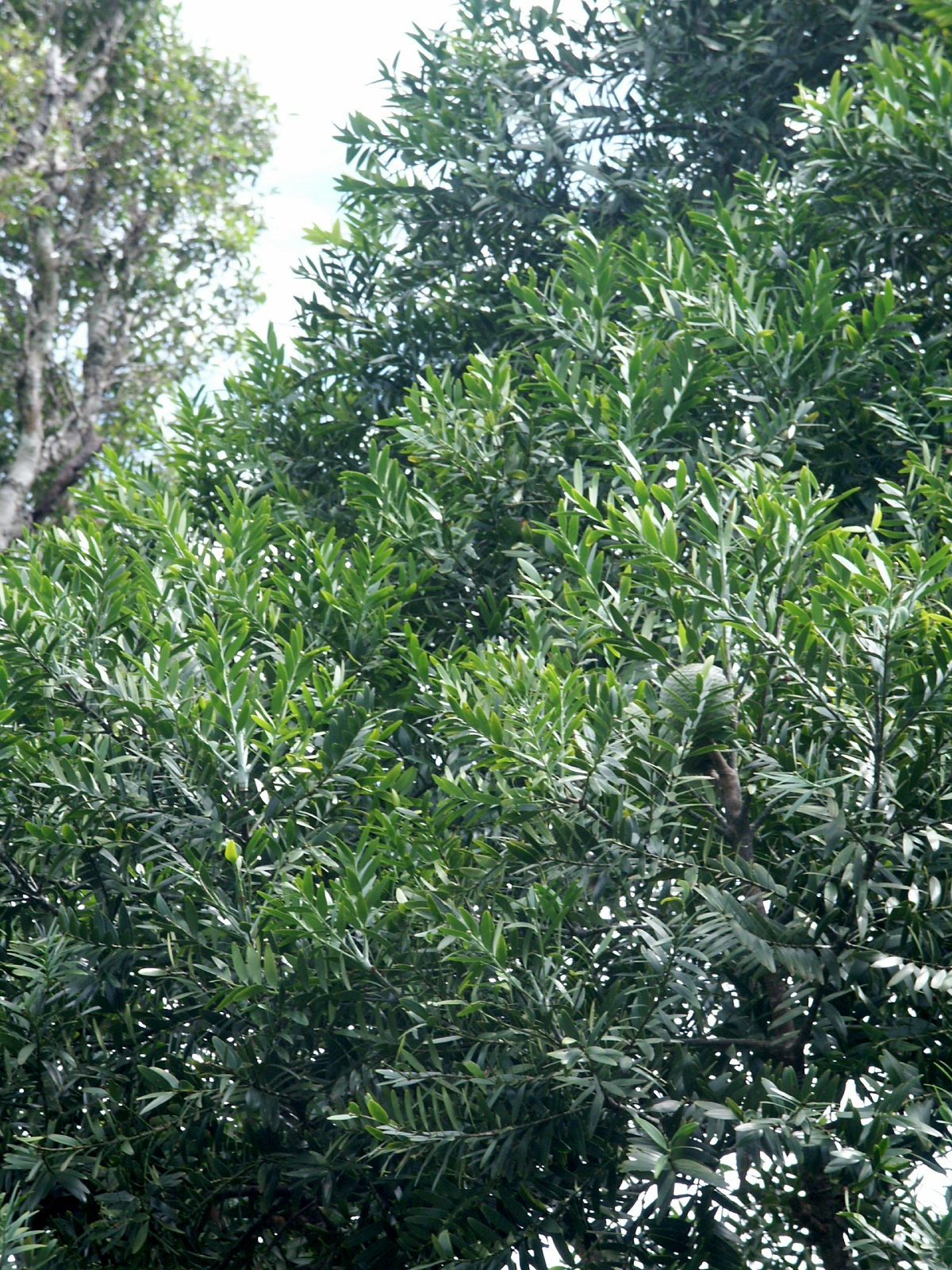
Feuillage et cône

Géant de la forêt dense humide et ombrophile sempervirente de basse et moyenne altitude du Sud de la Grande Terre, il atteint les 40 m de hauteur pour un diamètre entre 60 et 150 cm. Son plus grand spécimen, le « Kaori Géant » du parc de la Rivière Bleu, âgé de plus de 1000 ans, a un diamètre de 2,70 m au-dessus des contreforts. 
Le fût est long, clair, régulier et presque cylindrique, avec une faible décroissance vers la cime. Il mesure entre 10 et 20 m, mais il peut atteindre 25 m. 
L'écorce, d'une teinte gris foncé à brun rougeâtre, est d'abord lisse, gris clair et se détachant en plaques minces, avant de devenir rugueuse et de se détacher en petites écailles irrégulières, avec de nombreuses petites lenticelles de couleur brune. Elle produit une résine jaunâtre. 
Les branches sont disposées régulièrement sur le tronc en position horizontale plagiotrope. Elles peuvent mesurer jusqu'à 15 m et supportent une ramification étagée particulièrement dense vers leur extrémité.

## Utilisation
Le Kaori a essentiellement été utilisé depuis le XIXe siècle comme bois d'œuvre, de charpentes, pour les bateaux, la menuiserie et l'ébénisterie. Aujourd'hui il sert à la revégétalisation de terrains peu dégradés (sa participation est cependant marginale pour la réhabilitation des terrains miniers - les espèces Acacia spirorbis ou Casuarina collina étant bien plus adaptées). 
Un programme de plantation a été engagé depuis plus de 35 ans. La maîtrise sylvicole est acquise et un début de filière économique se constitue, d'abord avec les pépinières. Le programme est trop récent pour une exploitation et le sciage (l'espèce nécessite au moins 50-60 ans de croissance pour pouvoir être exploitée).
Par ailleurs, malgré la réussite sur l'ensemble de la moitié sud de Nouvelle-Calédonie, les dégâts dus à la prolifération du cerf rusa (Cervus timorensis) ont réduit l'aire de plantation possible actuellement à l'extrême sud de Grande Terre, où le cerf s'aventure peu, et sur l'île des Pins.

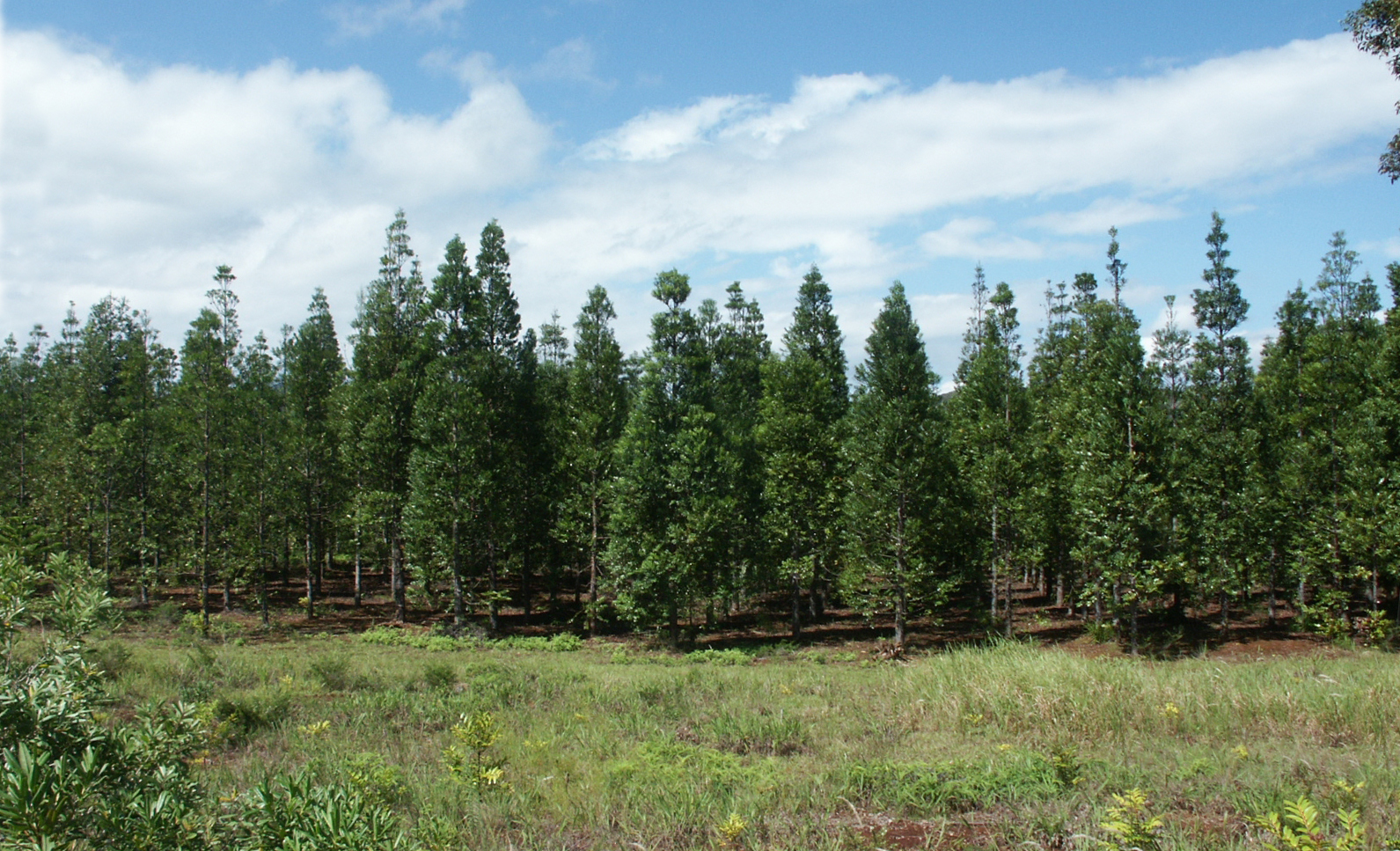
Plantation dans la région des lacs
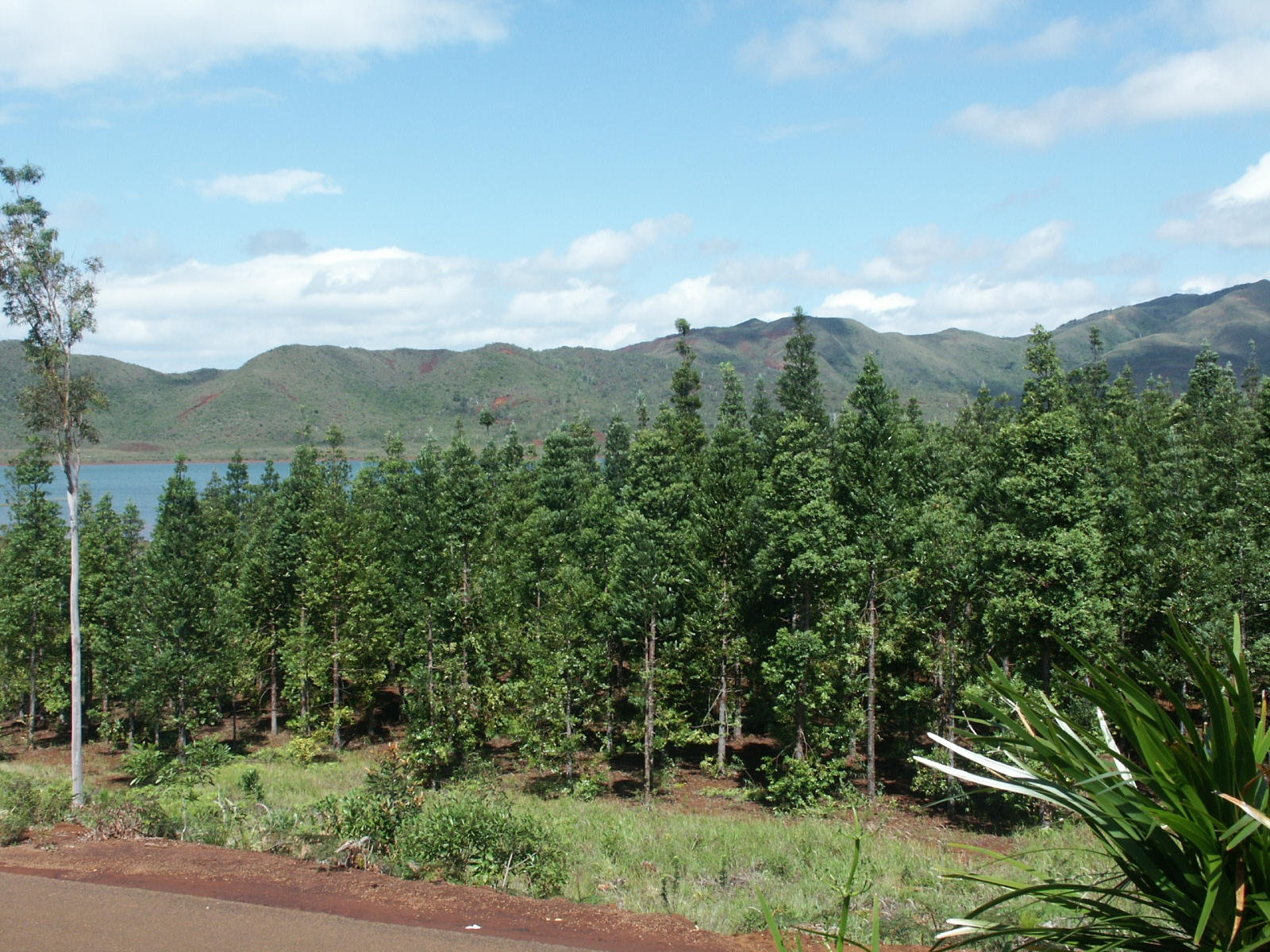
Plantation dans la région des lacs
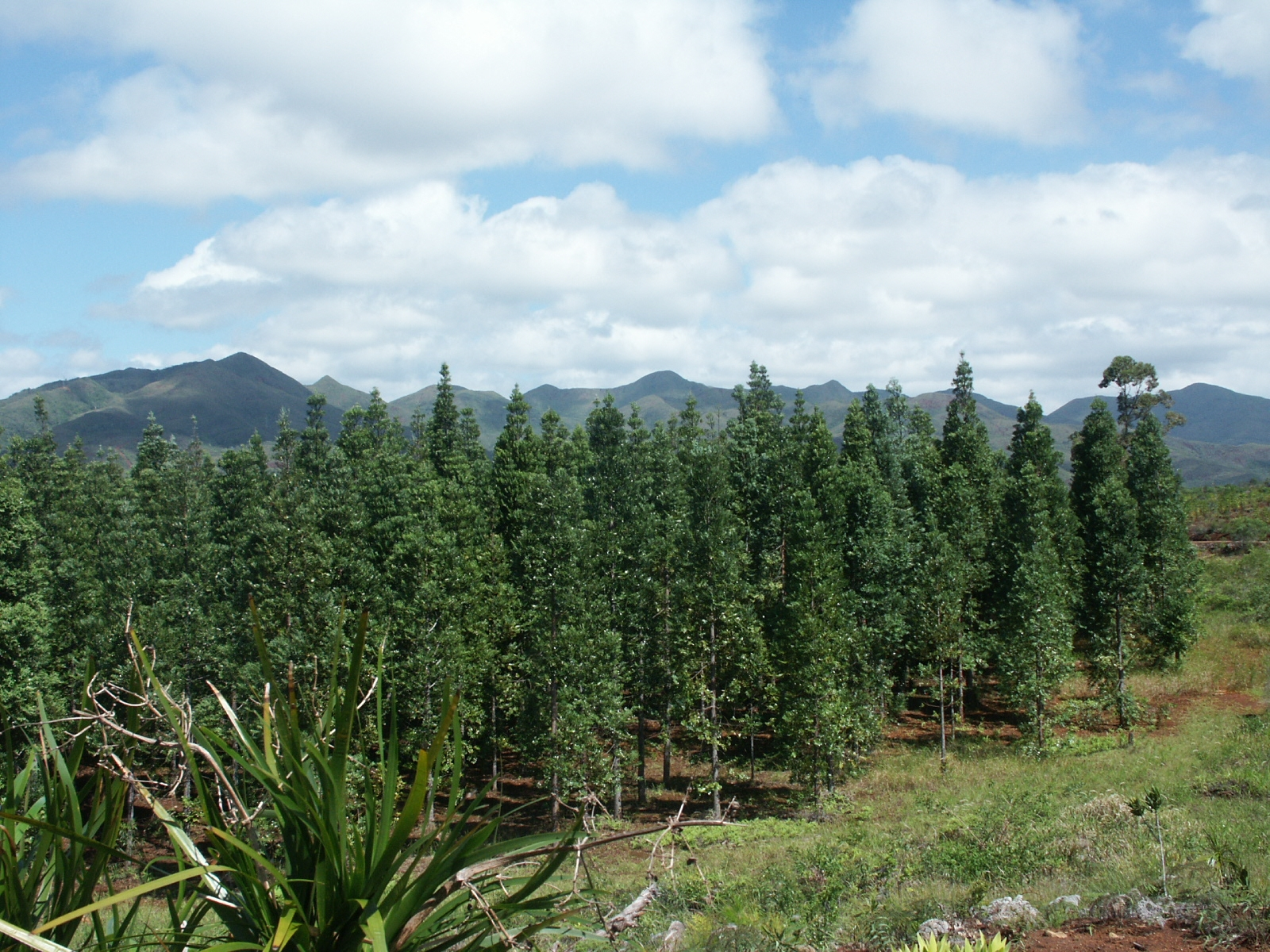
Plantation dans la région des lacs
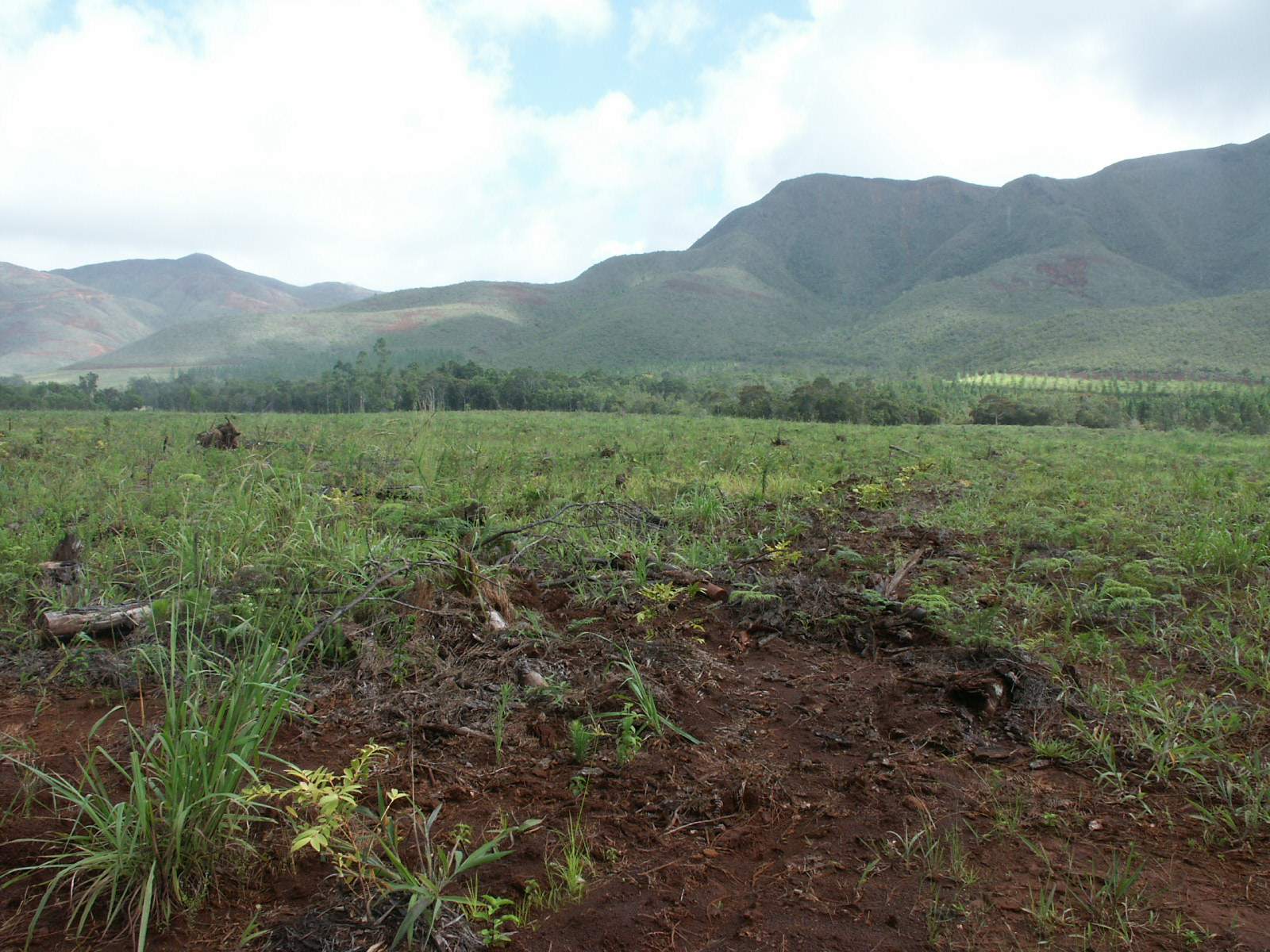
Nouvelle plantation (moins d'un an)- Montdore (Champ de Bataille)
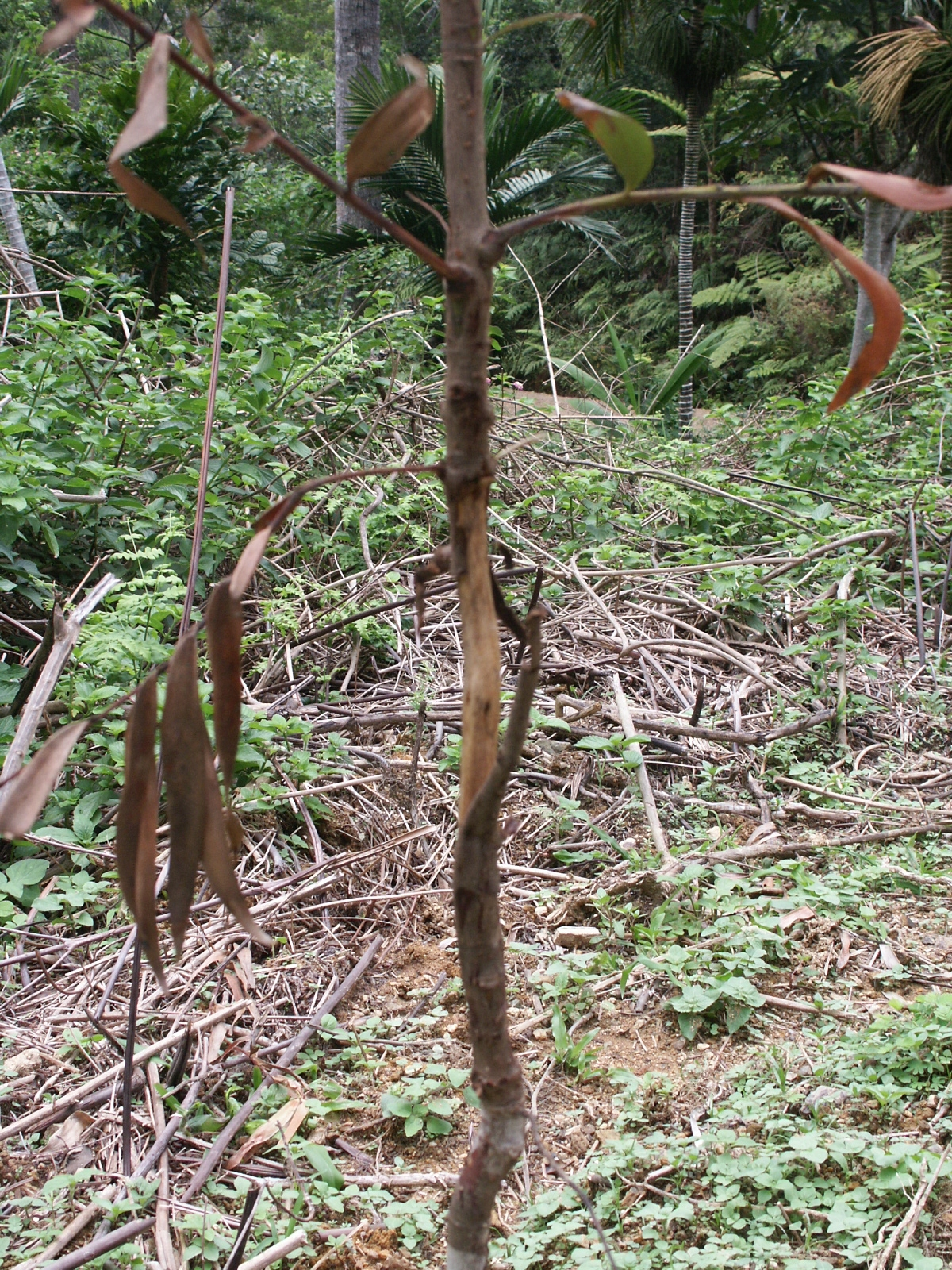
Dégâts dus au cerf rusa - Col d'Amieu
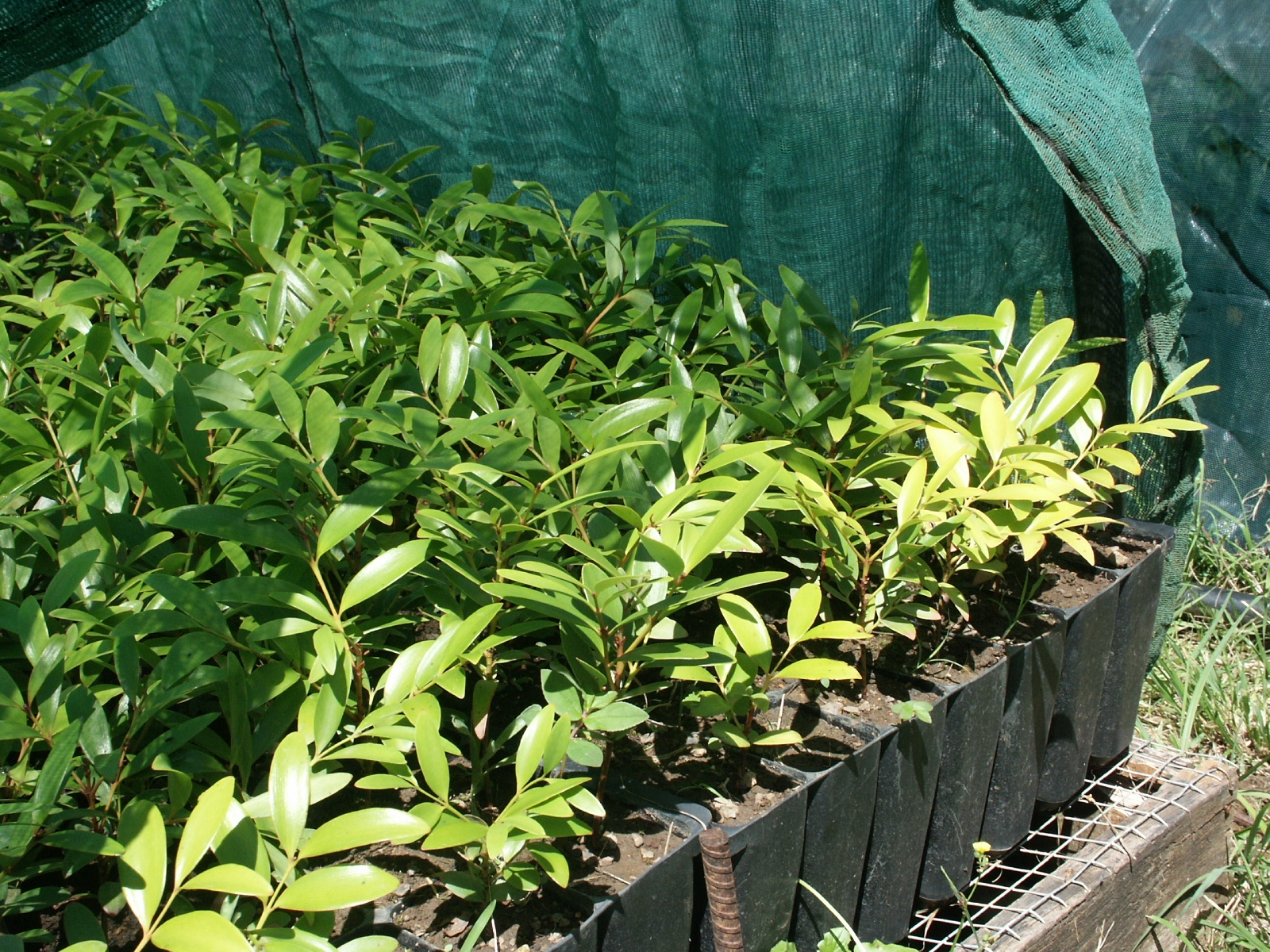
Pépinière à Thio
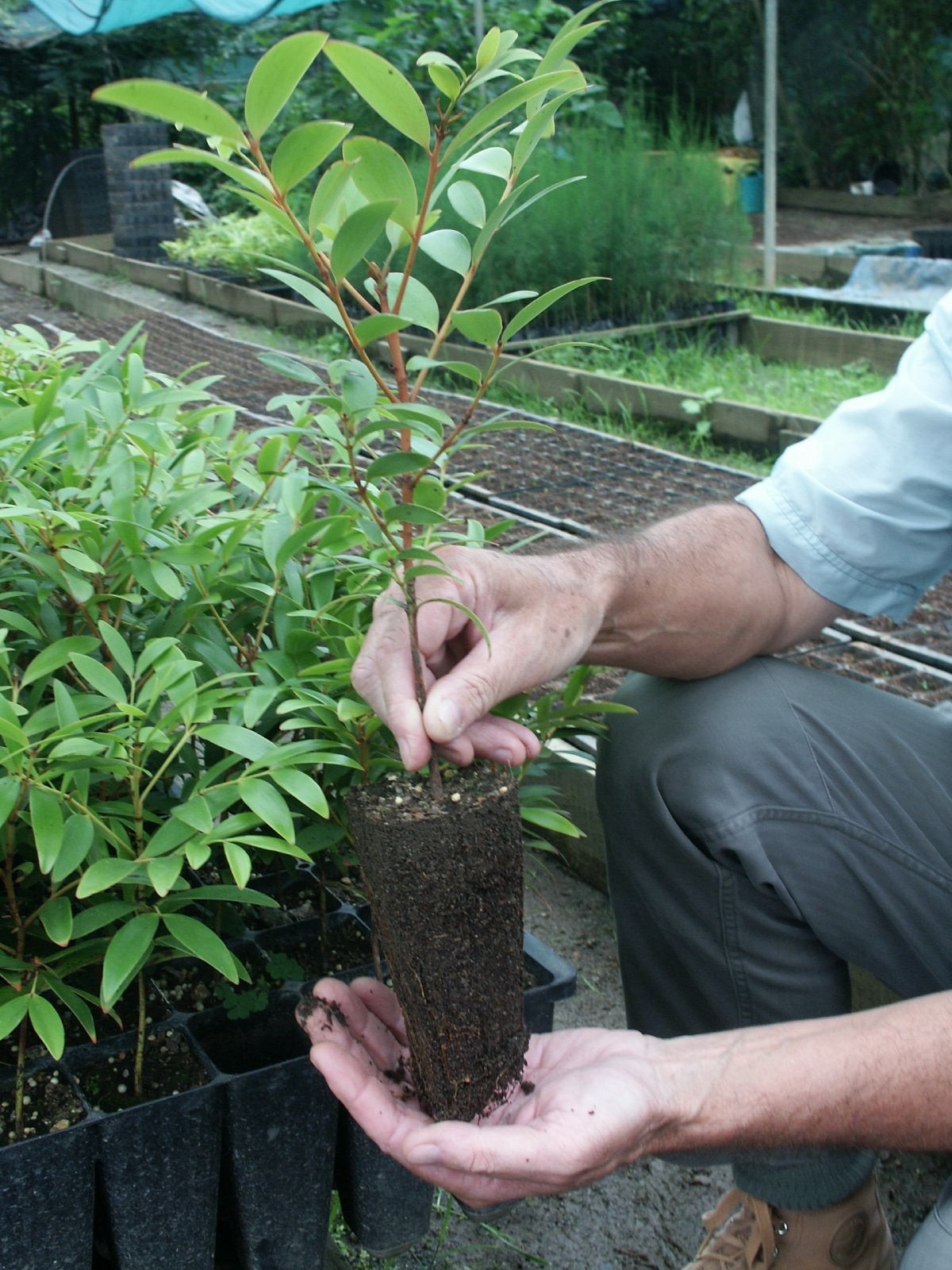
Plant d'un an - Pépinière à La Foa
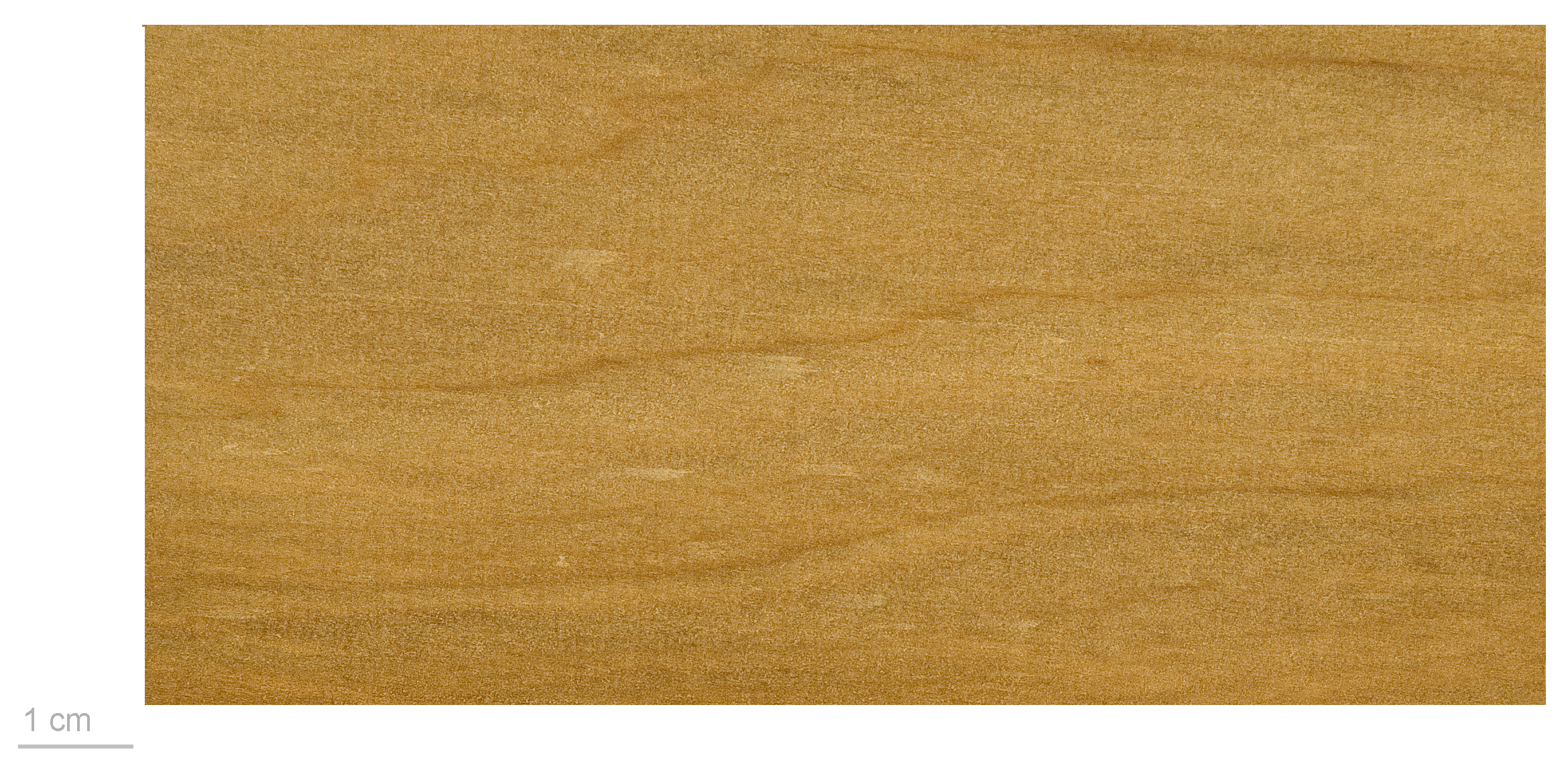
Agathis lanceolata - Muséum de Toulouse

## Synonyme
- Dammara lanceolata Lindl. ex Pancher & Sebert